# Регенда, Павол
Павол Регенда (словац. Pavol Regenda; род. 7 декабря 1999, Михаловце, Кошицкий край) — словацкий профессиональный хоккеист, нападающий клуба национальной хоккейной лиги «Анахайм Дакс» (с 2022 года). Игрок сборной Словакии по хоккею с шайбой. Бронзовый призёр Олимпийских игр 2022 года.

## Клубная карьера
В сезоне 2021/22 годов Регенда забил 15 шайб и отдал 24 результативные передачи в 43 матчах за словацкий клуб «Дуклу Михаловце». Он стал лучшим бомбардиром словацкой Экстралиги среди игроков младше 22 лет.
После двух успешных сезонов в «Дукле Михаловце» Регенда 1 мая 2022 года подписал контракт с клубом «Млада Болеслав», выступающей в чешской экстралиге. Однако, после удачного выступления на чемпионате мира, Регенда воспользовался оговоркой и разорвал контракт с «Млада Болеслав», а уже 1 июня 2022 года клуб НХЛ «Анахайм Дакс» подписал с ним двухлетний контракт. Павол начал сезон 2022/23 годов в составе «Дакс», набрав два очка в пяти матчах. 31 октября 2022 года он был переведён игроком клуба Американской хоккейной лиги (АХЛ) «Сан-Диего Галлз». По ходу сезона «Дакс» отозвали его и 9 ноября 2022 года словак забил свою первую шайбу в НХЛ в матче против «Миннесоты Уайлд». В течение сезона Регенда продолжал играть то в НХЛ, то в АХЛ, сыграв 14 матчей за «Анахайм», забив один гол и сделал три результативные передачи.
Регенда отработал в тренировочном лагере «Анахайм Дакс», но 4 октября 2023 года был вновь переведен в «Сан-Диего Гуллз», где и начал сезон 2023/24 годов. В марте 2024 года он был отозван и вновь провёл несколько игр за «Анахайм Дакс».

## Карьера в сборной
В декабре 2018 года был вызван в молодёжную сборную Словакии для участия в чемпионате мира, на котором словаки стали восьмыми.
В 2022 году был приглашён в состав олимпийской сборной Словакии для участия в играх в Пекине, где сборная Словакии завоевала бронзовые медали, а Регенда был одним из триумфаторов того турнира, сыграв семь матчей, забив одну шайбу и сделав три результативные передачи.
Павол был приглашён в сборную Словакии для участия в чемпионате мира 2022 года, где команда стала восьмой, но на счету Регенда были рекордные показатели — восемь игр, пять забитых шайб и одна результативная передача.
На чемпионате мира 2023 года Павол вновь был включен в состав сборной Словакии. Команда заняла 9-е место, а показатели Регенды были зафиксированы на отметке 7 игр, 2 забитые шайбы и 2 результативные передачи.
В 2024 году вновь приглашён в состав первой национальной сборной Словакии для участия в чемпионате мира, который состоялся в Чехии.